# Ruta Estatal de California 227
La Ruta Estatal de California 227, abreviada SR 227 (en inglés: California State Route 227) es una carretera estatal estadounidense ubicada en el estado de California. La carretera inicia en el Sur desde la US 101     cerca de Arroyo Grande en sentido Norte hasta finalizar en la SR 1  , US 101   en San Luis Obispo. La carretera tiene una longitud de 25,1 km (15.612 mi).

## Mantenimiento
Al igual que las autopistas interestatales, y las rutas federales y el resto de carreteras estatales, la Ruta Estatal de California 227 es administrada y mantenida por el Departamento de Transporte de California por sus siglas en inglés Caltrans.